# Pentalobus minimus
Pentalobus minimus is een keversoort uit de familie Passalidae. De wetenschappelijke naam van de soort is voor het eerst geldig gepubliceerd in 1941 door Corella.